# Čierna Lehota (Košice)
|  | No s'ha de confondre amb Čierna Lehota (Trenčín). |

Čierna Lehota és un poble i municipi d'Eslovàquia. Es troba a la regió de Košice, a l'est del país.

## Història
La primera referència escrita de la vila data del 1389.

## Demografia
| Godina             | 1994 | 2004   | 2014    | 2024    |
| ------------------ | ---- | ------ | ------- | ------- |
| Nombre de persones | 620  | 582    | 662     | 567     |
| Diferència         |      | −6,12% | +13,74% | −14,35% |

| Godina             | 2023 | 2024   |
| ------------------ | ---- | ------ |
| Nombre de persones | 579  | 567    |
| Diferència         |      | −2,07% |